# 여희진
여희진(중국어 정체자: 余晞晉, 병음: Yú Xījìn 위시진[*], Hadrian Yue, 2013년 7월 30일 ~ )은 홍콩의 어린이 배우이다.